# Blake och Mortimer
Blake och Mortimer (i original Blake et Mortimer) är en belgisk tecknad äventyrsserie, skapad av Edgar P. Jacobs (1904–1987). Den räknas till de klassiska belgiska äventyrsserierna, trots en relativt gles utgivning. Efter Jacobs död 1987 har serien återlanserats med andra författare och tecknare. Fram till 2020 har ett knappt 30-tal album publicerats i huvudserien, varav mindre än hälften finns översatt till svenska.

## Historik

### Bakgrund och under Jacobs
Edgar P. Jacobs serie började följetongpubliceras 1946 och avslutade sin följetongspublicering 1972. Denna serie pendlar mellan ren science fiction, som i Den djävulska fällan, till mer traditionell deckare (Halsbandsmysteriet). Blake är knuten till brittiska Secret Service, medan vännen Mortimer är professor i fysik. Han kan exempelvis utan problem tillverka mikrobomber om han har tillgång till en kärnreaktor.
Jacobs serievärld byggdes ofta upp omkring deckarintrigen, med mindre tonvikt på rollfigurerna. Speciellt de tidiga albumen utmärktes av sin "manliga" rollbesättning.
Huvuddelen av denna albumserie översattes åren kring 1980 av svenska Carlsen/if, i sju album. Svensk översättning gjordes då av Göran Ribe och Lars Adelskogh (Atlantis gåta).

### Återlansering
Efter Jacobs död 1987 har serien fortsatts av andra serieskapare. 1990 tecknade den gamle kollegan på Hergéstudion Bob de Moor fortsättningen på den dittills oavslutade historien om professor Satos 3 formler.
Därefter återlanserades serien 1996 av en helt ny generation av serieförfattare och tecknare. Hittills (2020) har manusarbetet skötts av antingen, Van Hamme, Sente eller Dufaux. André Juillard har varit den mest flitige tecknaren, av ett antal namn, på denna nya version av serien. Dessa äventyr ges ut på svenska av Cobolt Förlag i översättning av Björn Wahlberg.

### Sidoserier
Utöver den ordinarie serien om Blake och Mortimer, med sin 1950-talsstil och teckningar à la klara linjen, finns tre andra album med mer eller mindre starka kopplingar till albumserien. 1943 följetongspublicerades Jacobs första längre serie, Le Rayon U i tidningen Bravo. Det här var en tidig Jacobs-historia, i samma grafiska stil och teman som i Blake & Mortimer. Första franska albumutgåvan på franska kom 1967 (i svart/vitt) och som färgalbum 1974. Albumöversättning kom på danska 2011, under titeln U-strålen.
1998 kom L'Aventure immobile, med text av Convard och bild av Juillard. Den presenterar Blakes och Mortimers inbördes korrespondens, efter att de två avslutat sin "äventyrskarriär".
2019 kom Le Dernier Pharaon, med text av Van Dormael/Gunzig/Schuiten och tecknad av François Schuiten. Denna 90 sidor långa historia utspelar sig långt efter huvudseriens "klassiska" 1950-talsvärld och har en annan ton och teckningsstil än denna. Albumet är en fri fortsättning på Pyramidens hemlighet, och de två äventyrarna är här betydligt äldre. Serien översattes 2020 till svenska under titeln Den siste faraonen.

## Utgivning
Nedan listas albumen efter utgivningsår på franska. Översättningar på danska noteras inom parentes, där ingen svensk översättning finns.

### Historier av Edgar P. Jacobs
| Originaltitel                                                | Utgivningsår | Författare | Tecknare       | Svensk (dansk) publicering                                       | Noter                                                                                        |
| ------------------------------------------------------------ | ------------ | ---------- | -------------- | ---------------------------------------------------------------- | -------------------------------------------------------------------------------------------- |
| La Poursuite fantastique                                     | 1950         | Jacobs     | Jacobs         | Svärdfiskens hemlighet (samlingsvolym, 2025)                     | De tre första albumen var del av historien Le Secret de l'Espadon ('Svärdfiskens hemlighet') |
| L'Évasion de Mortimer                                        | 1952         | Jacobs     | Jacobs         | Svärdfiskens hemlighet (samlingsvolym, 2025)                     | De tre första albumen var del av historien Le Secret de l'Espadon ('Svärdfiskens hemlighet') |
| SX1 contre-attaque                                           | 1954         | Jacobs     | Jacobs         | Svärdfiskens hemlighet (samlingsvolym, 2025)                     | De tre första albumen var del av historien Le Secret de l'Espadon ('Svärdfiskens hemlighet') |
| Le Mystère de la Grande Pyramide – Le papyrus de Manéthon    | 1954         | Jacobs     | Jacobs         | Pyramidens hemlighet del 1 (1978)                                |                                                                                              |
| Le Mystère de la Grande Pyramide – La chambre d'Horus        | 1954         | Jacobs     | Jacobs         | Pyramidens hemlighet del 2 (1978)                                |                                                                                              |
| La Marque jaune                                              | 1955         | Jacobs     | Jacobs         | Det gula tecknet (1979)                                          |                                                                                              |
| L'Énigme de l'Atlantidee                                     | 1957         | Jacobs     | Jacobs         | Atlantis gåta (1980)                                             |                                                                                              |
| S.O.S. Météores - Mortimer à Paris                           | 1959         | Jacobs     | Jacobs         | S.O.S. - Meteorer (1979)                                         |                                                                                              |
| Le Piège diabolique                                          | 1962         | Jacobs     | Jacobs         | Den djävulska fällan (1980)                                      |                                                                                              |
| L'Affaire du collier                                         | 1967         | Jacobs     | Jacobs         | Halsbandsmysteriet (1980)                                        |                                                                                              |
| Les 3 formules du professeur Sato – Mortimer à Tokyo         | 1977         | Jacobs     | Jacobs         | (Professor Satos 3 formler, 1. del: Mortimer i Tokyo; 1990)      |                                                                                              |
| Les 3 formules du professeur Sato – Mortimer contre Mortimer | 1990         | Jacobs     | Jacobs/de Moor | (Professor Satos 3 formler, 2. del: Mortimer mot Mortimer; 1991) |                                                                                              |

### Nylanseringen av serien
| Originaltitel                                                            | Utgivningsår | Författare        | Tecknare             | Svensk (dansk) publicering                                         | Noter |
| ------------------------------------------------------------------------ | ------------ | ----------------- | -------------------- | ------------------------------------------------------------------ | ----- |
| L'Affaire Francis Blake                                                  | 1996         | Van Hamme         | Benoit               | Affären Francis Blake, 2018                                        |       |
| La Machination Voronov                                                   | 2000         | Sente             | Juillard             | Doktor Voronovs komplott, 2020                                     |       |
| L'Étrange rendez-vous                                                    | 2001         | Van Hamme         | Benoit               | Det mystiska mötet, 2019                                           |       |
| Les Sarcophages du 6ème continent 1                                      | 2003         | Sente             | Juillard             | (Sarkofagerne fra det sjette kontinent)                            |       |
| Les Sarcophages du 6ème continent 2                                      | 2004         | Sente             | Juillard             | (Sarkofagerne fra det sjette kontinent 2. del)                     |       |
| Le Sanctuaire de Gondwana                                                | 2008         | Sente             | Juillard             | (Gondwanas helligdom)                                              |       |
| La Malédiction des trente deniers                                        | 2009         | Van Hamme         | Sterne/de Spiegeleer | De trettio silvermyntens förbannelse, del 1, 2022                  |       |
| La Malédiction des trente deniers 2                                      | 2010         | Van Hamme         | Aubin                | De trettio silvermyntens förbannelse, del 2, 2023                  |       |
| Le Serment des cinq Lords                                                | 2012         | Sente             | Juillard             | De fem lordernas ed, 2021                                          |       |
| L'Onde Septimus                                                          | 2013         | Dufaux            | Aubin/Schréder       | Septimusvågen, 2024                                                |       |
| Le Bâton de Plutarque                                                    | 2014         | Sente             | Juillard             | (Plutarchs staf; 2015)                                             |       |
| Le Testament de William S.                                               | 2016         | Sente             | Juillard             | (Shakespeares testamente, 2016)                                    |       |
| La Vallée des Immortels 1                                                | 2018         | Sente             | van Dongen/Berserik  | (De udødeliges dal, første del: Truslen mod Hongkong, 2018)        |       |
| La Vallée des Immortels 2                                                | 2019         | Sente             | van Dongen/Berserik  | (De udødeliges dal, anden del: Mekongs biflod nummer tusind, 2019) |       |
| Le Cri du Moloch                                                         | 2020         | Dufaux            | Cailleaux/Schréder   | (Moloks skrig, 2020)                                               |       |
| Le Dernier Espadon                                                       | 2021         | van Hamme         | van Dongen/Berserik  | (Den sidste sværdfisk; 2021)                                       |       |
| Huit Heures à Berlin                                                     | 2022         | Fromental/Bocquet | Aubin                | (Otte timer i Berlin, 2022)                                        |       |
| Signé Olrik                                                              | 2024         | Sente             | Juillard             | (Olriks hævn, 2024)                                                |       |
| Les Revenants du Doggerland eller La menace atlante (preliminära titlar) | 2025         | Sente             | van Dongen           |                                                                    |       |
| L'héritier de l'Île de Man (preliminär titel)                            | under arbete | Sente             | Berserik             |                                                                    |       |
| Le fantôme de Rowan House (preliminär titel)                             | under arbete | Sente             | van Dongen           |                                                                    |       |